# Pasión Biba
Pasión Biba, (también conocidos como PasionBiba, PasiónBiba o Pasión Biba) son una serie de vinos tinto, rosado y blanco producidos por Abel Bibayoff Jiménez, quien junto a Ricardo Flores empezó una línea de vinos para el mercado joven en el Valle de Guadalupe, municipio de Ensenada, México.

## Historia de la familia Bibayoff
Con la llegada en el año 1906 de colonias Rusas Molokanes al Valle de Guadalupe, comenzaba parte de la industria de la vitivinicultura mexicana, estableciéndose Alexie M. Dalgoff en el valle, lo cual a la postre daría origen a una de las primeras empresas vitivinícolas de México de la mano de David Bibayoff Dalgoff conocida en aquel entonces como Bodegas Valle de Guadalupe S.A. de C.V., misma que dio origen a los primeros «Vinos Bibayoff» producidos en el Rancho "Toros Pintos" de dicho valle.

## Tipos de Vino

### Pasión Biba Tinto
Es un vino «Semi-Dulce» de cosecha 2003 (Conocido como "Gran Reserva Gran Pasión"), 2005 y 2008, preparados los 2 primeros 100 % con vid Cabernet Sauvignon y el tercero con 50 % de vid Cabernet Sauvignon y 50% Zinfandel. Este vino fue fermentado en tanque abierto por 18 días, y terminando con fermentación maloláctica en su barrica (Roble francés), donde duró 18 meses, donde se le daban tratamientos de trasiegos semanales. Cuenta con 13.8% de alcohol por volumen.

### Pasión Biba Rosado
Es un vino «Rosado» de cosecha 2009, preparado al 100 % con vid Zinfandel. Este vino fue fermentado en tanque abierto por 10 días, y terminando con sacado de lías semanal. Cuenta con 13.2% de alcohol por volumen.

### Pasión Biba Blanco
Es un vino «Blanco» de cosecha 2008, preparado con 95 % de vid Chenin Blanc, y 5 % de Colombard. Este vino fue fermentado en tanque abierto por 1 día, y terminando con fermentación malolática en su barrica (Roble francés), donde duró 8 meses, con rellenos semanales, y finalmente terminado en su tanque para estabilización. Cuenta con 13.8% de alcohol por volumen.